# USS Bailey (DD-492)
USS Bailey (DD-492) là một tàu khu trục thuộc lớp Benson của Hải quân Hoa Kỳ đã phục vụ trong suốt Chiến tranh Thế giới thứ hai. Nó là chiếc tàu chiến thứ tư của Hải quân Hoa Kỳ được đặt tên theo Chuẩn đô đốc Theodorus Bailey (1805-1877), người từng tham gia các cuộc Chiến tranh Mexico-Hoa Kỳ và Nội chiến Hoa Kỳ.

## Thiết kế và chế tạo
Bailey được đặt lườn tại xưởng tàu của hãng Bethlehem Steel Company ở đảo Staten, New York vào ngày 29 tháng 1 năm 1941. Nó được hạ thủy vào ngày 19 tháng 12 năm 1941; được đỡ đầu bởi bà Mary de Peyster Charles, cháu nội Đô đốc Bailey, và được cho nhập biên chế vào ngày 11 tháng 5 năm 1942 dưới quyền chỉ huy của Hạm trưởng, Thiếu tá Hải quân F. D. Karns, Jr..

## Lịch sử hoạt động
Trình diện để hoạt động cùng Hạm đội Thái Bình Dương, Bailey gia nhập Lực lượng Đặc nhiệm 8 để tuần tra tại khu vực quần đảo Aleut. Vào ngày 12 tháng 1 năm 1943, nó hỗ trợ cho cuộc chiếm đóng đảo Amchitka mà không gặp sự kháng cự; và đến ngày 26 tháng 3 đã tham gia Trận chiến quần đảo Komandorski dưới quyền chỉ huy Thiếu tá Hải quân John Atkeson. Trong đợt tấn công bằng ngư lôi, nó ghi được nhiều phát trúng đích vào chiếc tàu tuần dương Nhật Bản Nachi, nhưng cũng bị bắn trúng ba phát đạn pháo 8 inch (200 mm) khiến năm người thiệt mạng và sáu người khác bị thương, bị hư hại đáng kể. Bailey được tặng thưởng danh hiệu Đơn vị Tưởng thưởng Hải quân do hoạt động chiến đấu này. Sau khi được sửa chữa tạm thời tại Dutch Harbor, Alaska, nó đi đến Xưởng hải quân Mare Island vào ngày 8 tháng 4 năm 1943 để được sửa chữa triệt để.
Sau khi hoàn tất công việc, Bailey đi đến Trân Châu Cảng vào ngày 16 tháng 10 năm 1943. Từ tháng 11 năm 1943 đến tháng 10 năm 1944, nó hoạt động như một tàu hỗ trợ hỏa lực, cột mốc radar và tàu tuần tra trong các chiến dịch tấn công lên Tarawa từ ngày 20 tháng 11 đến ngày 7 tháng 12 năm 1943; Maloelap và Kwajalein thuộc quần đảo Marshall từ ngày 30 tháng 1 đến ngày 29 tháng 2 năm 1944; Saipan và Tinian thuộc quần đảo Mariana từ ngày 15 tháng 6 đến ngày 28 tháng 7; và Peleliu cùng Angaur thuộc quần đảo Palau từ ngày 15 tháng 9 đến ngày 2 tháng 10.
Trong đêm 1 tháng 10 năm 1944, Bailey chịu đựng hai đợt tấn công càn quét nặng nề đang khi làm nhiệm vụ canh phòng ngoài khơi Palau. Nó bị hư hại đáng kể, chịu tổn thất chín người thiệt mạng và 16 người bị thương. Sau khi được sửa chữa khẩn cấp, nó đi đến Xưởng hải quân Mare Island để được sửa chữa triệt để, đến nơi vào ngày 25 tháng 10. Quay trở lại Trân Châu Cảng vào ngày 24 tháng 12, nó hỗ trợ cho các cuộc đổ bộ lên Mindanao từ ngày 10 tháng 3 đến ngày 10 tháng 4 năm 1945 và lên Borneo từ ngày 27 tháng 4 đến ngày 22 tháng 7. Từ tháng 8 đến tháng 11 năm 1945, nó tham gia huấn luyện tại các vùng biển Viễn Đông.
Bailey đi đến Boston, Massachusetts vào ngày 11 tháng 12 năm 1945 để được cho ngừng hoạt động; và nó được xuất biên chế và đưa về lực lượng dự bị tại Charleston, South Carolina vào ngày 2 tháng 5 năm 1946. Tên nó được rút khỏi danh sách Đăng bạ Hải quân vào ngày 1 tháng 6 năm 1968, và nó được đánh chìm như một mục tiêu ngoài khơi Florida vào ngày 4 tháng 11 năm 1969.

## Phần thưởng
Bailey được tặng thưởng danh hiệu Đơn vị Tưởng thưởng Hải quân cùng chín Ngôi sao Chiến trận do thành tích phục vụ trong Thế Chiến II.